# Estelle Parsons
Estelle Margaret Parsons (ur. 20 listopada 1927 w Lynn) – amerykańska aktorka filmowa, telewizyjna i teatralna. Laureatka Oscara dla najlepszej aktorki drugoplanowej. 

## Życiorys
Parsons urodziła się w Lynn, w stanie Massachusetts, jako córka Elinor Ingebore (z domu Mattson), która urodziła się w Szwecji, i Ebena Parsonsa. Uczęszczała do Oak Grove School for Girls w stanie Maine. Po ukończeniu Connecticut College w 1949 roku, Parsons początkowo studiowała prawo w Boston University, a następnie pracowała jako piosenkarka.
Na początku lat 50. wyjechała do Nowego Jorku. Pracowała przy produkcji programu telewizyjnego The Today Show. W tym okresie rozpoczęła karierę sceniczną. Wielokrotnie była nominowana do teatralnej nagrody Tony. W 1968 zdobyła Oscara za drugoplanową rolę Blanche w Bonnie i Clyde Arthura Penna. W następnym roku była ponownie nominowana do tej nagrody za kreację w Rachelo, Rachelo Paula Newmana. Inne znaczące pozycje filmowe w których wystąpiła to Watermelon Man (1970), Dla dobra Pete’a (For Pete's Sake 1974), Dick Tracy Warrena Beatty (1990) oraz Sposób na Szekspira (Looking for Richard 1996) Ala Pacino.

## Filmografia
Filmy fabularne
- 2005: Empire Falls jako Bea
- 2004: Rewizja osobista (Strip Search) jako Roberta Gray
- 1999: Wariatkowo (Freak City) jako pani Stanapolous
- 1998: List miłosny (The Love Letter) jako Beatrice Corrigan
- 1997: Sprytne kocisko (That Darn Cat) jako Lady McCracken
- 1996: Sposób na Szekspira (Looking for Richard) jako Queen Margaret
- 1995: Chłopaki na bok (Boys on the Side) jako Louise
- 1993: The American Clock jako Starsza Doris
- 1992: Prywatna sprawa (A Private Matter) jako Mary Chessen
- 1990: Cytrynowe Trio (The Lemon Sisters) jako pani Kupchak
- 1990: The Blue Men jako May
- 1990: Dick Tracy jako pani Trueheart
- 1990: Everyday Heroes jako Matty Jennings (dyrektor)
- 1988: Open Admissions jako Clare Block
- 1982: Come Along with Me jako Mabel Lederer
- 1981: The Gentleman Bandit jako Majrorie Seebode
- 1981: Guests of the Nation jako Kate O’Connell
- 1975: Fore Play jako Pierwsza dama / Barmaid
- 1975: Spotkanie z UFO (The UFO Incident) jako Betty Hill
- 1975: The Tenth Level jako Crossland
- 1974: The Gun and the Pulpit jako Sadie Underwood
- 1974: Dla dobra Pete’a (For Pete's Sake) jako Pete Robbins
- 1974: June Moon jako Lucille
- 1973: Two People jako Barbara Newman
- 1973: Terror on the Beach jako Arlene Glynn
- 1971: A Memory of Two Mondays jako Agnes
- 1970: Na krawędzi (I Walk the Line) jako Ellen Haney Tawes
- 1970: Nigdy nie śpiewałem dla mojego ojca (I Never Sang for My Father) jako Alice
- 1970: Człowiek-arbuz (Watermelon Man) jako Althea Gerber
- 1970: The Front Page jako Mollie Malloy
- 1969: Don't Drink the Water jako Marion Hollander
- 1968: Rachelo, Rachelo (Rachel, Rachel) jako Calla Mackie
- 1967: Bonnie i Clyde (Bonnie and Clyde) jako Blanche
- 1963: Ladybug Ladybug jako Matka JoAnny

Seriale telewizyjne
- 2004: Frasier jako Opal / Matka Celeste (głos)
- 2002: Prawo i bezprawie (Law & Order: Special Victims Unit) jako Rose Rinato
- 2001: 100 Centre Street jako Esther O’Neill
- 1997: Dotyk anioła (Touched by an Angel) jako Jeannette Fisher
- 1989-1997: Roseanne jako Beverly Harris
- 1979: Archie Bunker's Place jako Blanche Hefner
- 1979: Backstairs at the White House jako pani Bess Truman
- 1976–1978: ll in the Family jako Blanche Hefner / Dolores Mancheney Fencel
- 1976: NBC Special Treat jako Edwina Kemp
- 1972: Love, American Style
- 1972: Medical Center jako Bev
- 1966: The Trials of O’Brien jako Panna Baines
- 1965: The Nurses jako pani Meyers
- 1964: The Patty Duke Show jako pani Appleton
- 1964: The DuPont Show of the Week jako Carrie Bernice

## Nagrody
- Nagroda Akademii Filmowej Najlepsza aktorka drugoplanowa: 1968 Bonnie i Clyde